# 15076 Joellewis
15076 Joellewis è un asteroide della fascia principale. Scoperto nel 1999, presenta un'orbita caratterizzata da un semiasse maggiore pari a 2,4823249 UA e da un'eccentricità di 0,1345882, inclinata di 6,64269° rispetto all'eclittica.